# 在波蘭的烏克蘭人
在波兰的乌克兰人（羅馬化：Ukraintsi Polshchi）具有各种法律身份，其中包括少數民族、臨時和永久居民以及难民。根据波兰2001年的人口普查，波兰境内的乌克兰族人口约有51,000人（其中11,451人没有公民身份）。约38,000名受访者将“乌克兰人”作为他们的第一身份（當中的28,000人表示作爲他们的唯一身份），13,000人作为他们的第二身份，还有21,000人同时声明擁有乌克兰裔身份和波兰国籍。然而，自2010年代中期以来，这些数字发生了变化，大量经济移民和学生从乌克兰涌入波兰，有人估计他們的总人数达到200万人。他们的身份受到波兰和欧盟的临时工作、临时居留和永久居留许可政策的监管。自2022年2月24日俄罗斯入侵乌克兰以來，波兰境内的乌克兰人数量急剧上升。截至2022年8月16日，超过1120万的乌克兰难民离开乌克兰領土，其中超过540万人逃往邻国波兰。